# Христо Петров
Вижте пояснителната страница за други личности с името Христо Петров.
Христо Петров Дойчинов е български политик, осъден на смърт и екзекутиран на 1 февруари 1945 г. от действалия в противоречие на Търновската конституция т.нар. Народен съд. Тази екзекуция като останалите осъдени от Народния съд висши политици са част от репресивните действия, предприети от властта насилствено установена в България след преврата от 1944 г. с цел налагане на комунистически режим в България при това по такъв начин, че сред обществото да няма реална опозиция.

## Биография
Роден е през 1892 г. в Ловеч. През 1914 г. завършва Военното училище в София и участва в Първата световна война като артилерийски офицер в 1-во конно артилерийско отделение. На 21 януари 1919 г. се уволнява с чин капитан. След това завършва право в Софийския университет, а след това и минно инженерство. От 1941 г. е преподавател в техническото училище в София и софийски областен директор. В периода 1941 – 1942 е директор на мина „Перник“, а от следващата година до 1944 е министър на железниците, пощите и телеграфите. В периода 11 април 1942 – 14 септември 1943 година е министър на земеделието. Осъден е на смърт от Народния съд, 5 милиона лева глоба и конфискация на имуществото. Присъдата е отменена с решение № 172 на Върховния съд.

## Военни звания
- Подпоручик (22 септември 1914)
- Поручик (5 октомври 1916)
- Капитан (1919)